# Josep Alsina Gebellí
Josep Alsina Gebellí (Barcelona, 13 de febrer de 1917 - Reus segle XX) va ser un escriptor i pedagog català.
El seu pare, reusenc, era cuiner i havia anat a treballar a Barcelona d'on va tornar amb la família quan Josep tenia pocs mesos. Paralític de les cames a causa de la poliomielitis, va estudiar magisteri a Tarragona, però no va exercir mai públicament. Va entrar al cos administratiu municipal on va treballar fins a la seva jubilació. Donava classes particulars a casa seva, per on es movia amb cadira de rodes, a pocs deixebles, sobretot llatí, grec, filosofia i història. D'idees catòliques conservadores, va col·laborar el 1933 i 1934 al periòdic estudiantil Batxiller i a Aules, també una publicació de l'Institut de Reus, que sortí del 1934 al 1936. Va escriure també a la Revista del Centre de Lectura. En la postguerra va col·laborar des del primer número (1952) al Setmanari Reus, amb poemes i escrits de temàtica religiosa, melancòlics i dolços, que no deixaven traslluir cap amargor per la seva invalidesa. Amb els seus poemes va participar en diferents edicions de l'Antologia de la poesia reusenca, llibrets de publicació anual que va dirigir el doctor Vallespinosa des del Centre de Lectura i que recollien creacions de poetes locals. El 1979 publicava assíduament a la revista Catalunya Cristiana. Va recollir gràcies a les seves lectures i en visites a l'Arxiu Municipal dades suficients com per publicar el 1985 un llibre que el va fer conegut: El convent de Sant Francesc de Reus (1488-1835), on detalla la seva creació i història i la seva destrucció durant la crema de convents de 1835 a la ciutat.